# Batalla de Tuyutí
La primera batalla de Tuyutí fue un enfrentamiento armado entre las fuerzas paraguayas contra las aliadas en el marco de la Guerra de la Triple Alianza. Tuvo lugar el 24 de mayo de 1866, como consecuencia del ataque del ejército paraguayo al campamento aliado establecido en una zona seca rodeada de pantanos conocida como Tuyutí, dentro del territorio paraguayo.
Con esta ofensiva, López pretendía inclinar la guerra a su favor, y para tal fin convocó la mayor cantidad de soldados para asestar un golpe decisivo a la mayor parte del ejército aliado establecido en Tuyutí, con el objetivo final de negociar la paz con los aliados y su retirada del territorio paraguayo.
La batalla fue ganada por los aliados; duró más de cuatro horas y dejó una importante cantidad de pérdidas humanas en ambos bandos. La victoria aliada fue de vital importancia para el curso de la guerra, ya que lo mejor del ejército paraguayo fue destruido y desde entonces López nunca más pudo reunir una cantidad semejante de hombres.
Fue una de las principales batallas de la Guerra de la Triple Alianza, y la gran cantidad de combatientes involucrados en este enfrentamiento fue de tal magnitud, que hasta hoy día sigue siendo la batalla más grande y sangrienta librada en América del Sur.

## Antecedentes
Después de las batallas de Paso de Patria y de Estero Bellaco (2 de mayo), las fuerzas aliadas, estimadas en 50.000 hombres, al mando del argentino Bartolomé Mitre avanzaban cautelosamente en territorio enemigo desconocido, una vez que no había mapas confiables sobre el terreno. Del mismo modo, no se disponía de informaciones sobre los efectivos y la disposición de las fuerzas enemigas. 
La cautela de Mitre entraba en conflicto con las disposiciones de los comandantes de las fuerzas brasileñas, que pugnaban por mayor rapidez en el avance, comprendiendo que la lentitud era peligrosa para la moral de los soldados, y comprometedora para el prestigio que las tropas en marcha tenían ante el enemigo. 
El 20 de mayo los aliados cruzaron el Bellaco Sur y los paraguayos se retiraron tras el Bellaco Norte. Según el coronel inglés George Thompson, del ejército paraguayo, "la posición paraguaya era formidable, si los aliados atacaban, el Mariscal López pensaba esperarlos y luego lanzar 10.000 hombres sobre la retaguardia enemiga por un camino abierto a través del bosque. Este plan hubiese sido coronado por el éxito, pero lamentablemente se lo cambió".

## Planes paraguayos

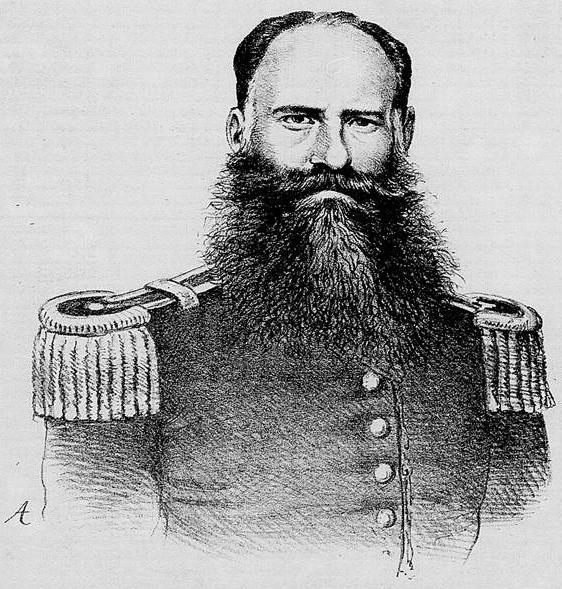
General Vicente Barrios.

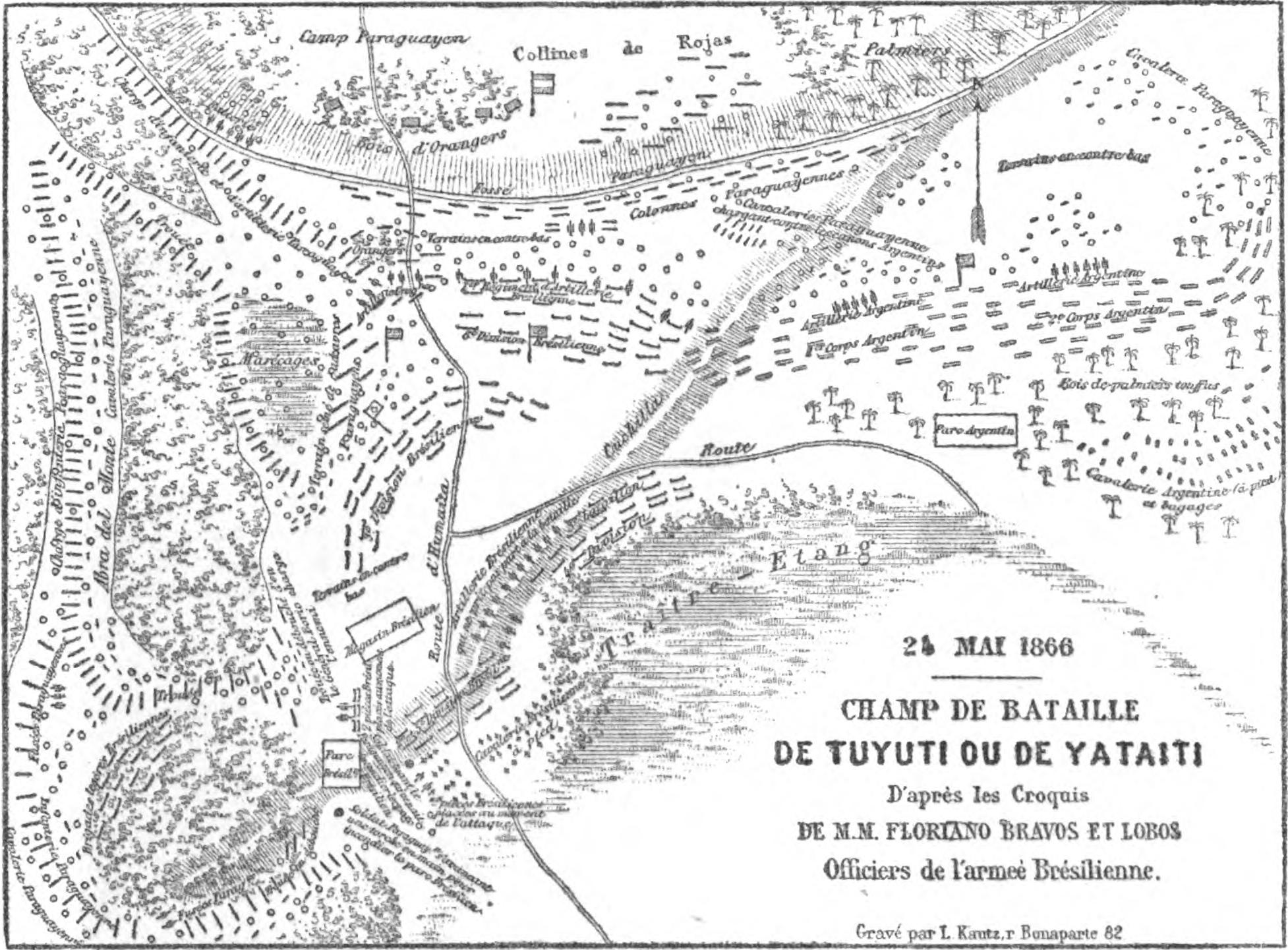
Batalla de Tuyutí: teatro de la operación.

De acuerdo con el testimonio de Thompson, Francisco Solano López confiaba en dar una batalla decisiva pasando a la ofensiva y empujar al enemigo de vuelta al río Paraná. Los oficiales paraguayos parecían, al contrario, escépticos en la posibilidad de atacar y vencer un enemigo más numeroso en un terreno adecuado para la defensa, una vez que los aliados acamparon en los pantanos alrededor del campo de Tuyutí. Sin embargo, López no consideró las objeciones y siguió con sus planes.
Estos consistían en el ataque coordinado de tres poderosas columnas por la derecha, centro e izquierda. Una que tenía que atacar de manera frontal al mando del mando de los coroneles José Eduvigis Díaz e Hilario Marcó, otra columna al mando del general Vicente Barrios, por la extrema derecha, debía cruzar el monte del Sauce y aparecer sorpresivamente en el Potrero Piris a la retaguardia enemiga. La unidad de Barrios debía unirse a las fuerzas del general Francisco Isidoro Resquín, jefe de la tercera columna, que atacaría el flanco izquierdo para encerrar al enemigo.
Tras salir del monte del Sauce en el Potrero Piris la columna del general Vicente Barrios, este debía avisar por medio de chasque al coronel José Eduvigis Díaz, que mandaba la columna que  marcharía sobre el flanco derecho de los aliados, y este debía disparar un cohete. Al oír el cohete, la artillería mandada por el coronel José María Bruguez debía disparar un cañonazo a cuyo estampido comenzaría el ataque general.
Además el ataque debía llevarse al clarear el alba con el fin de tomar por sorpresa a las tropas aliadas. De tener éxito, el gobierno paraguayo quedaría en una posición inmejorable ya que la mayor parte de las fuerzas enemigas quedarían destruidas.

## La batalla

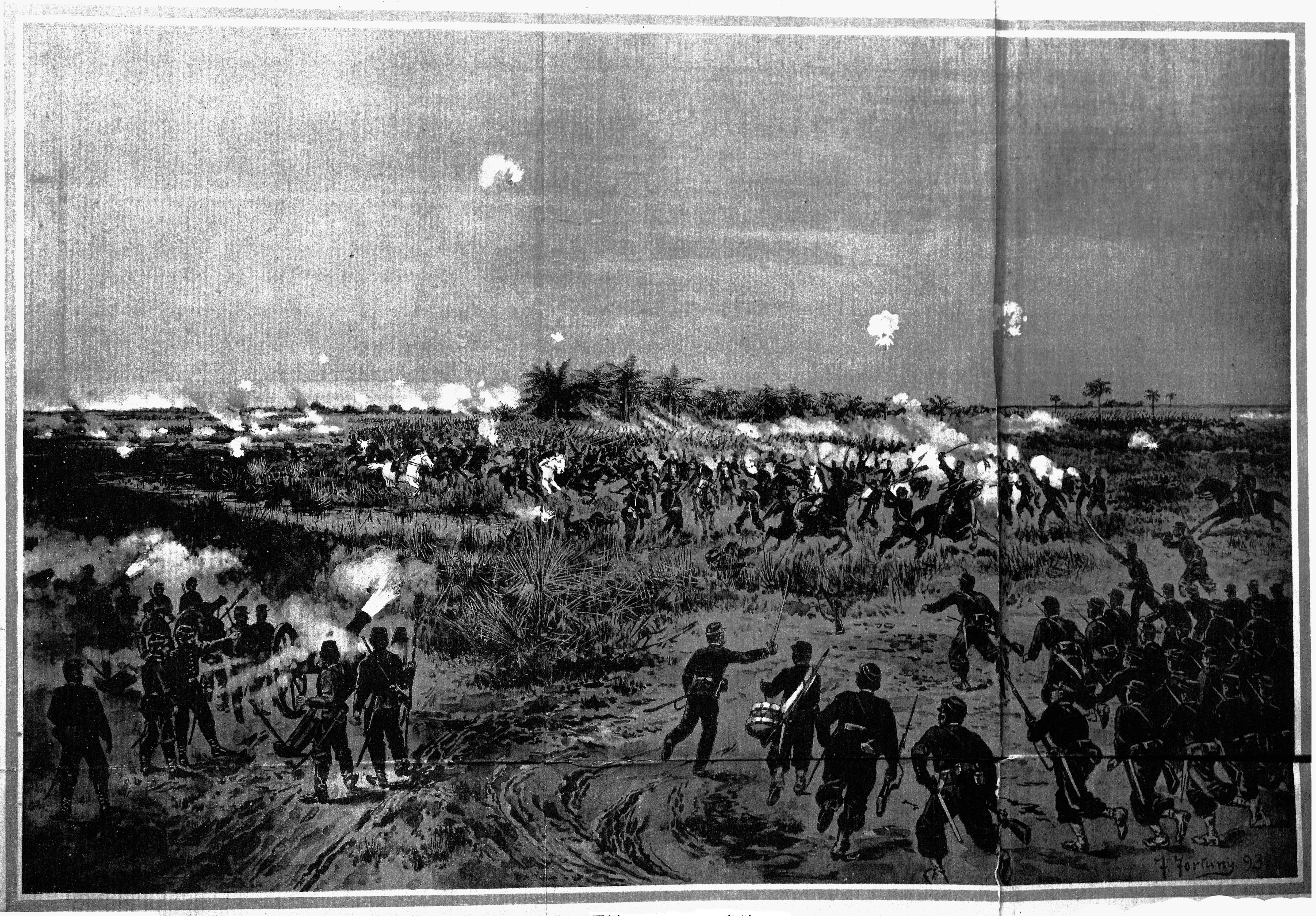
Batalla de Tuyuty: Ataque del Ejército Paraguayo à las líneas Argentinas (Cuadro de F. Fortuny).

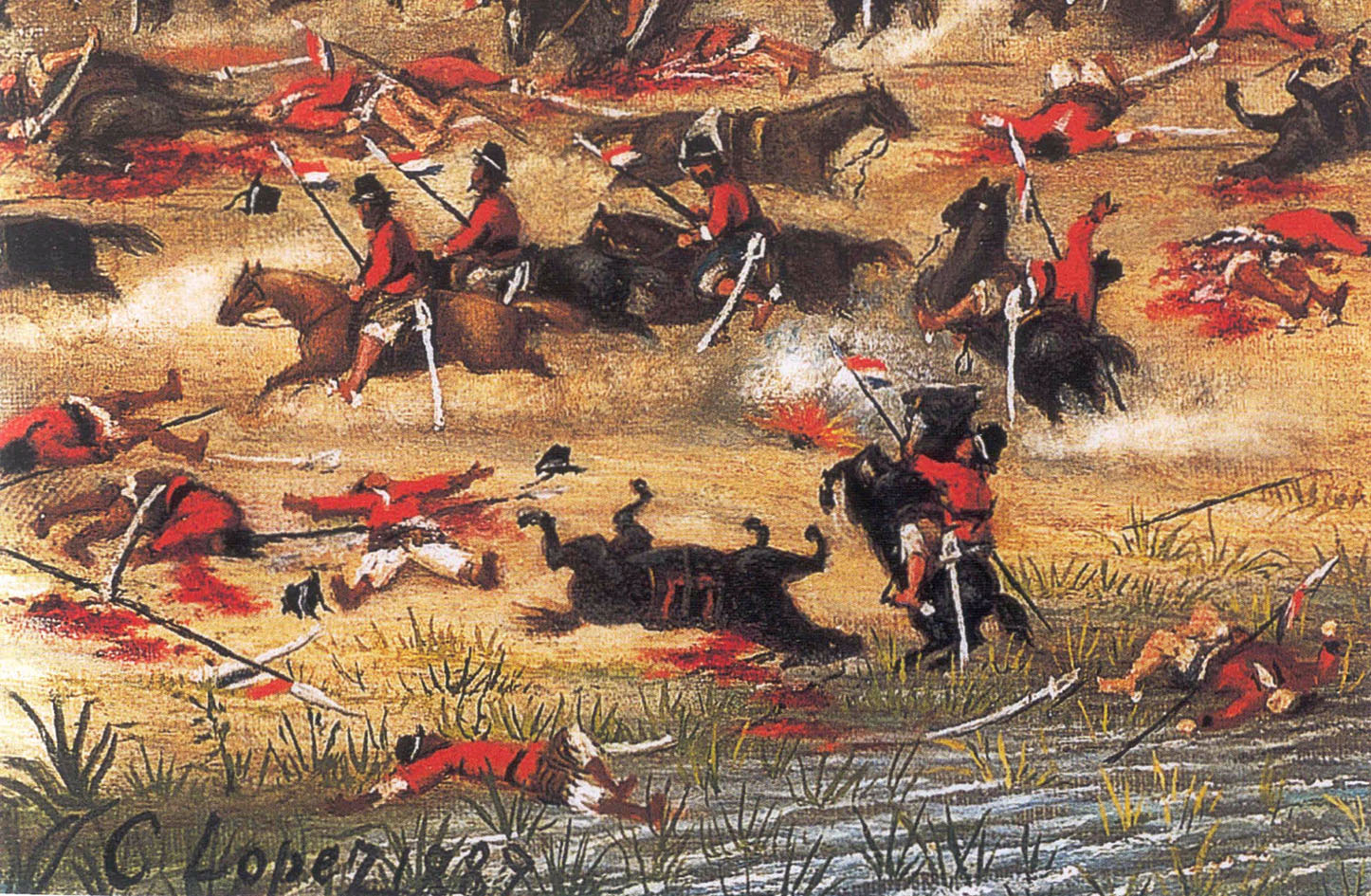
En el detalle del cuadro de Cándido López, se observa el despliegue de la caballería paraguaya al mando del general Isidoro Resquín.

La tropa de Díaz se vio favorecida por el terreno y fue la primera en atacar. Derrotó a dos batallones uruguayos a cargo de defender delante de Bellaco Norte pero luego fue rechazada por tres batallones brasileños que usaron 26 piezas de artillería desde una sólida posición defensiva, los paraguayos retrocedieron al bosque hasta que finalmente fueron obligados a retroceder de ahí por un contraataque aliado.
La unidad del comandante Marcó, que debía atacar por el centro, flanquearía el estero por el paso Gómez, pero se vio retrasada en su avance y fue rechazada en tres ataques con graves pérdidas. La poderosa caballería de Marcó cargo contra las líneas brasileñas, pero el general francés Emílio Luís Mallet, comandante de las tropas brasileñas en el centro había ordenado cavar un foso delante de sus posiciones, por lo que los paraguayos nunca pudieron acercarse a menos de 50 metros, esto unido al fuego de la artillería imperial diezmó a los jinetes paraguayos.

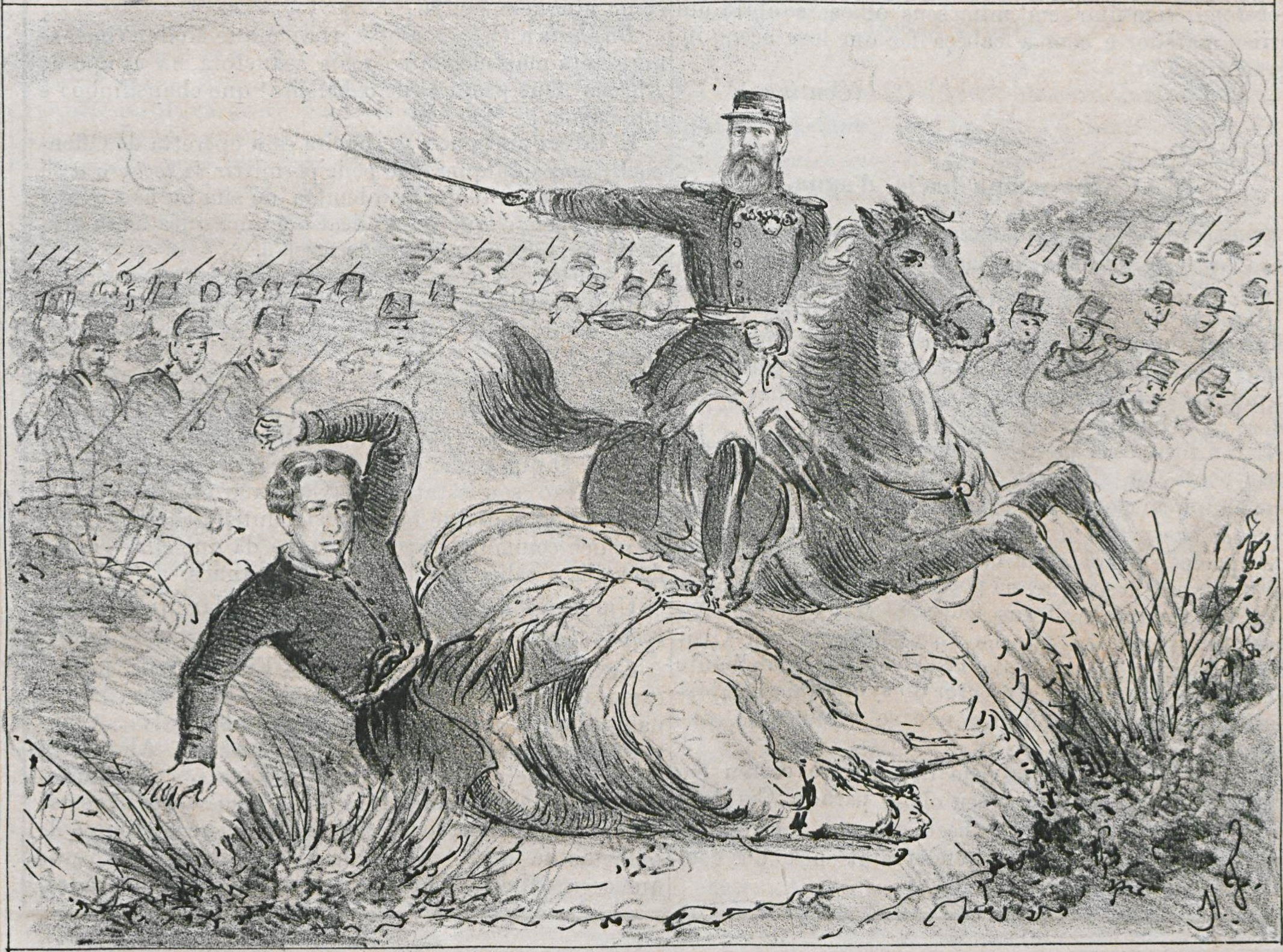
El teniente coronel Salustiano Jerônimo dos Reis, la Brigada 14 en la batalla de Tuiuti, ve a su hijo, alférez Salustiano Jeronymo Fernandes Reys, 17, herido por una caída de cohete Congreve. Incluso recibir moralmente el golpe, el coronel da órdenes de avanzar.

En el caso del general Resquín, sus dos batallones de infantería cruzaron el estero por el paso Yatayty Corá y Lequizamón, y su caballería de ocho regimientos por paso Minas. La caballería derrotó a los pocos escuadrones argentinos que allí se encontraban, pero en su temerario ataque contra la infantería argentina formada en cuadros resultó prácticamente aniquilada aunque con gran dificultad, finalmente no pudo envolver el flanco. Los batallones de Resquín avanzaron con gran lentitud debido a las dificultades del terreno, lo que dio tiempo a los argentinos para tomar adecuadas contramedidas y rechazarlos a través del estero.
El general Barrios y sus hombres por sus parte, debido a las dificultades del terreno, se vieron muy retrasados, llegando a Potrero Piris casi al mediodía. En esos momentos las tropas brasileñas ya estaban preparadas por lo que se perdió la sorpresa. Sin embargo, el general dio la señal y sus tropas atacaron a las unidades de brasileños y uruguayos. El actuar del general brasileño Manuel Luís Osório fue decisivo, ordenó a las reservas ir a apoyar a las tropas más comprometidas.

## Consecuencias

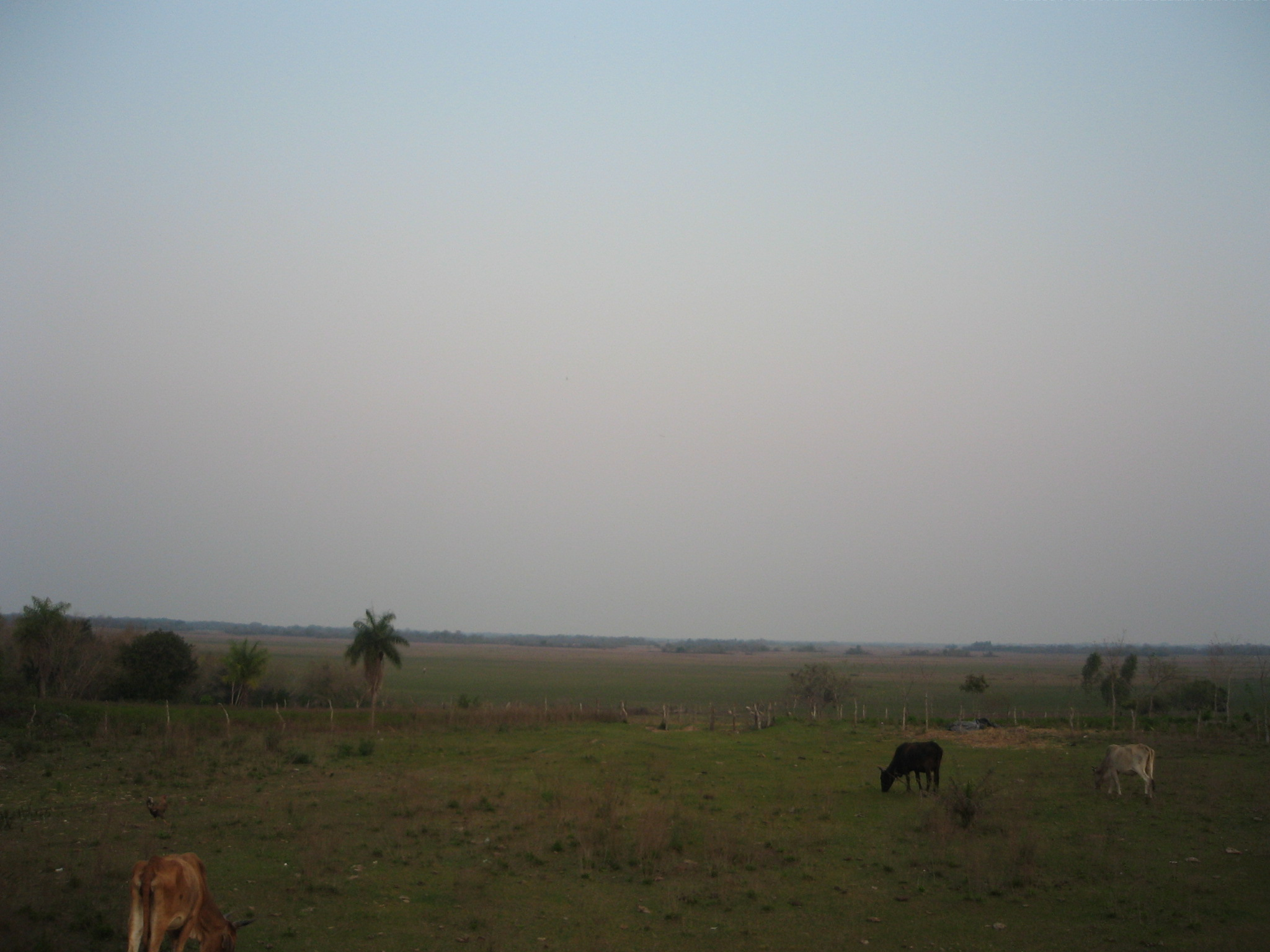
Campos de Tuyutí hacia el 2007.

Aunque inicialmente pareció que se convertiría en una completa derrota aliada, la batalla terminó en un sangriento desastre paraguayo. A las 16:30, tras cinco horas de lucha, el combate cesó y las unidades paraguayas se retiraron. La batalla de Tuyutí fue una de las más sangrientas de la historia de América del Sur, entre 13 000 y 15 000 combatientes murieron ese día. Según la historiografía paraguaya su ejército sufrió cerca de 5000 muertos y 8000 heridos mientras que murieron 7000 hombres del ejército aliado y 4000 más fueron heridos. Pero las fuentes aliadas dan cuenta, entre muertos y heridos, de 7000 brasileños (entre ellos el general Antônio de Sampaio, comandante de la 3ª División de Infantería), 800 argentinos y 300 uruguayos; frente a 13 000 bajas paraguayas.

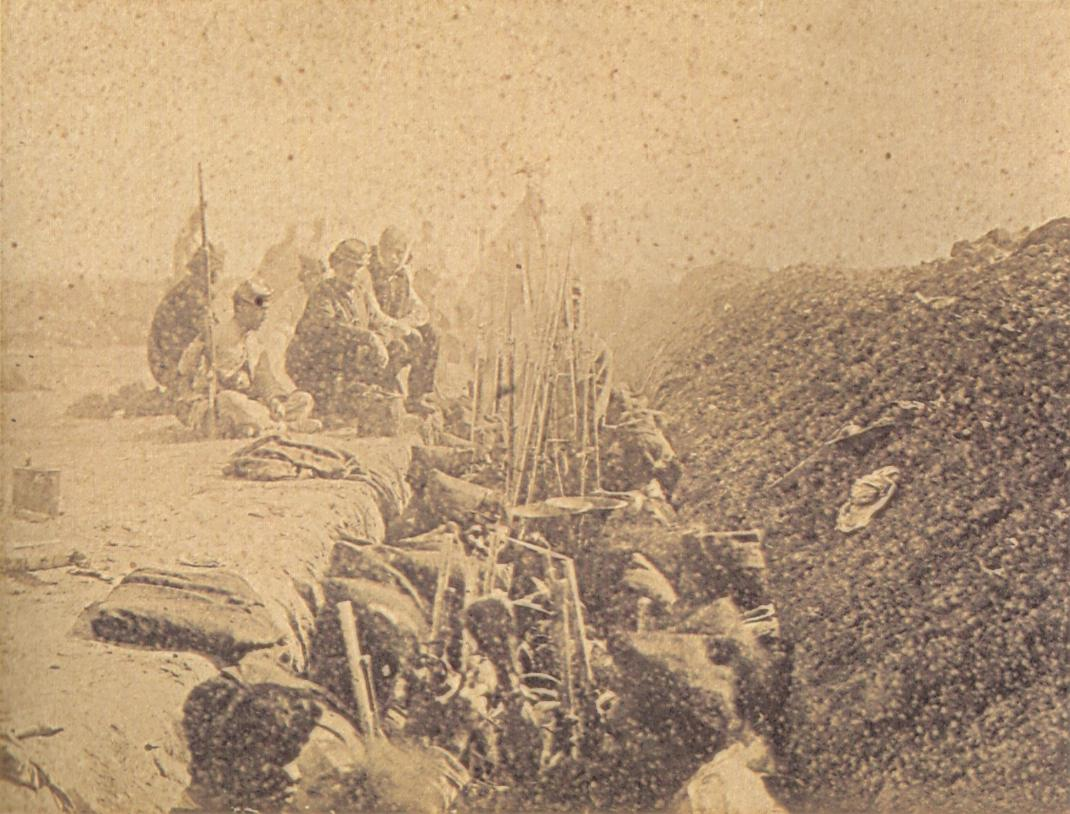
Soldados uruguayos atrincherados durante la batalla de Tuyutí.

Mitre al tener tal número de pérdidas y desconociendo realmente la situación de los paraguayos se negó a avanzar a Paso Pucú, sin saber que López era totalmente incapaz en esos momentos de contener cualquier ataque. Mitre no sacó mayor provecho de su victoria, se quedó en Tuyutí esperando lo que hiciera su enemigo. Lo que da la verdadera importancia de la batalla es que por la mala coordinación y poca planificación, un ataque que debió darles una victoria decisiva, costó a los paraguayos la destrucción de sus mejores unidades regulares, la mayoría de los jinetes muertos eran miembros de la élite de Asunción.
Al final de la batalla los aliados aún poseían una fuerza de combate, al contrario de López que, de allí en adelante, nunca más consiguió reunir una fuerza de aquella magnitud para combatir. Desde entonces, sin condiciones humanas para batir en campo abierto, a Solano López solo le restaba resistir atrincherado en las fortificaciones (Fortaleza de Curupaytí y Fortaleza de Humaitá) con la esperanza de poder desgastar a las fuerzas enemigas. Con esta victoria, las tropas aliadas se establecieron firmemente en territorio enemigo.
A fines de junio de 1866 López había remontado nuevamente su ejército a un total de 20000 hombres, pero apelando en gran parte a viejos, niños y soldados enfermos o heridos dados de alta.